# Кнессет 19-го созыва
Кнессет 19-го созыва (ивр. הכנסת התשע עשרה‎) — парламент Государства Израиль, избранный 22 января 2013 года.

## Результаты выборов
По итогам выборов в кнессет 19-го созыва прошли 12 партий:
| Партия (блок)                                                               | Число мандатов | В сравнении с Кнессетом 18-го созыва |
| --------------------------------------------------------------------------- | -------------- | ------------------------------------ |
| «Кадима»                                                                    | 2              | ▼-26                                 |
| «Ликуд — Наш дом — Израиль»                                                 | 31             | ▼-11                                 |
| Йеш атид                                                                    | 19             | ▲+19                                 |
| Еврейский дом                                                               | 12             | ▲+5                                  |
| «Яхадут ха-Тора»                                                            | 7              | ▲+2                                  |
| ШАС                                                                         | 11             | ▬0                                   |
| «Авода»                                                                     | 15             | ▲+2                                  |
| ха-Тнуа                                                                     | 6              | ▲+6                                  |
| МЕРЕЦ левый Израиль                                                         | 6              | ▲+3                                  |
| Хадаш (Демократический фронт за мир и равенство)                            | 4              | ▬0                                   |
| Объединённый арабский список (PAAM) Тааль (Арабское движение за обновление) | 4              | ▬0                                   |
| Балад                                                                       | 3              | ▬0                                   |

## Состав кнессета 19-го созыва (по партиям)
(н) — новый депутат (не работавший в кнессете прежде),
(н18) — депутат, вернувшийся в кнессет после перерыва (не был в 18-м созыве)
(р) — русскоязычный: русский язык родной
(р2) — русскоязычный: неродной русский язык на уровне владения

### «Ликуд—Наш дом — Израиль»
1. Биньямин Нетаньяху
2. Авигдор Либерман (р)
3. Гидеон Саар
4. Яир Шамир
5. Гилад Эрдан
6. Сильван Шалом
7. Узи Ландау
8. Исраэль Кац
9. Дани Данон
10. Софа Ландвер (р)
11. Реувен Ривлин
12. Моше (Буги) Яалон
13. Ицхак Аронович
14. Зеэв Элькин (р)
15. Ципи Хотовели
16. Орли Леви
17. Ярив Левин
18. Юлий Эдельштейн (р)
19. Фаина Киршенбаум (р)
20. Хаим Кац
21. Мири Регев
22. Давид Ротем
23. Моше Фейглин (н)
24. Юваль Штайниц
25. Роберт Илатов (р)
26. Цахи Анегби
27. Лимор Ливнат
28. Хамед Амар
29. Офир Акунис
30. Гила Гамлиэль
31. Шимон Охайон (н)

### «Йеш Атид»
1. Яир Лапид (н)
2. Шай Пирон (н)
3. Яэль Герман (н)
4. Меир Коэн (н)
5. Яаков Пери (н)
6. Офер Шелах (н)
7. Ализа Лави (н)
8. Йоэль Развозов (н)(р)
9. Ади Коль (н)
10. Карин Эльхарар (н)
11. Мики Леви (н)
12. Шимон Соломон (н)
13. Рут Кальдерон (н)
14. Пнина Тамано-Шата (н)
15. Рина Френкель (н)(р)
16. Йифат Карив (н)
17. Дов Липман (н)
18. Боаз Топоровский (н)
19. Ронен Хофман (н)

### «Авода»
1. Шели Яхимович
2. Ицхак Герцог
3. Эйтан Кабель
4. Мерав Михаэли (н)
5. Биньямин Бен-Элиэзер
6. Яхиэль Бар (н)
7. Омер Бар-Лев (н)
8. Став Шафир (н)
9. Авишай Браверман
10. Эрель Маргалит (н)
11. Ицик Шмули (н)
12. Мики Розенталь (н)
13. Михаль Биран (н)
14. Нахман Шай
15. Моше Мизрахи (н)

### «Еврейский дом»
1. Нафтали Беннет (н)
2. Ури Ариэль
3. Нисан Сломянский (н18)
4. Эли Бен-Даган (н)
5. Аелет Шакед (н)
6. Ури Орбах
7. Звулун Кальфа (н)
8. Ави Ворцман (н)
9. Моти Йогев (н)
10. Орит Струк (н)
11. Йони Сетбон (н)
12. Шули Муалем (н)

### «ШАС»
1. Эли Ишай
2. Арье Дери (н18)
3. Ариэль Атиас
4. Ицхак Коэн
5. Мешулам Наари
6. Амнон Коэн (р)
7. Яаков Марги
8. Давид Азулай
9. Ицхак Вакнин
10. Нисим Зеэв
11. Авраам Михаэли

### «Яхадут ха-Тора»
1. Яаков Лицман
2. Моше Гафни
3. Меир Поруш
4. Ури Маклев
5. Элиэзер Мозес
6. Исраэль Эйхлер
7. Яков Эшер (н)

### «ха-Тнуа»
1. Ципи Ливни
2. Амрам Мицна (н18)
3. Амир Перец
4. Элиэзер Штерн (н)
5. Меир Шитрит
6. Давид Цур (н)

### «Новое Движение — Мерец»
1. Захава Гальон (р)
2. Илан Гилаон
3. Ницан Горовиц
4. Михаль Розин (н)
5. Иссауи Фаридж (н)
6. Тамар Зандберг (н)

### «Объединённый арабский список (PAAM)—Тааль (Арабское движение за обновление)»
1. Ибрагим Царцур
2. Ахмад Тиби
3. Масуд Ганаим
4. Талеб абу-Арар (н)

### «Хадаш (Демократический фронт за мир и равенство)»
1. Мухаммад Бараке
2. Хана Сауид
3. Дов Ханин
4. Афу Агбария (р2)

### «Балад»
1. Джамаль Захалка
2. Ханин Зуэби
3. Басель Джатэс (н)

### «Кадима»
1. Шауль Мофаз
2. Исраэль Хасон

## Председатели комиссий кнесета
Лидер НДИ Авигдор Либерман займет пост председателя комиссии по иностранным делам и обороне. За ним временно сохраняется пост министра иностранных дел.
Председателями других комиссий назначены следующие депутаты:
- Председатель законодательной комиссии — Давид Ротем (НДИ)
- Председатель комиссии по образованию, культуре и спорту — Амрам Мицна (Ха-тнуа)
- Председатель комиссии по правам ребёнка — Орли Леви (НДИ),
- Председатель комиссии по поддержке статуса женщины — Ализа Лави (Йеш Атид)
- Председатель комиссии по алие и абсорбции — Йоэль Развозов (Йеш Атид)
- Председатель комиссии по внутренним делам и окружающей среде — Мири Регев (Ликуд)
- Председатель Комиссия кнессета по обращениям граждан — Ади Коль (Йеш Атид)

## Дополнительные сведения
48 из 120 членов кнессета — новички, ранее не избиравшиеся в него, ещё трое не были членами кнессета 18-го созыва, но ранее уже избирались. Из новичков 19 избраны от партии «Йеш Атид».
11 членов кнессета владеют русским языком (из них один (Афу Агбария) выучил русский язык во время обучения в Ленинградском государственном университете).
33-е правительство Израиля станет первым, которое будет стараться обходиться без бумаги. В зале заседаний правительства у каждого министерского кресла размещён планшетный компьютер, с помощью которого министры будут получать проекты решений, различную документацию, презентации и видеоматериалы. Этот шаг позволит сэкономить значительное количество бумаги, тратившейся ежегодно на работу правительства.